# توماس هيوارد الابن
توماس هيوارد الابن (بالإنجليزية: Thomas Heyward Jr.)‏ (و. 1746 – 1809 م) هو سياسي، وقاضي من المملكة المتحدة. ولد في كارولاينا الجنوبية.
توفي في كارولاينا الجنوبية، عن عمر يناهز 63 عاماً.